# 貪婪
貪婪指一种攫取远超过自身需求的金钱、物质财富或肉体满足等的強烈欲望。貪婪也可以指得寸進尺，永不滿足，貪圖可能是屬於别人的東西。貪心的個體不會考慮自己是不是真的需要這些東西，也不理會其他個體的动机，也可能會忽视其他人的福利，因此被社會部分人視為"有害的"（经济学的解释，假定市场经济是零和博弈），貪心的人的思想和行動可能會被慾望控制。
幾乎所有的文化也都反對貪婪、認為貪婪是不道德的；而相對地，幾乎所有的文化都讚許慷慨的行為；不過另一方面，「享受現世生活」及「擁有充足的財富」等，在Shalom H. Schwartz等人對普世價值的研究中，被發現是可能的普世價值之一；另外Donald Brown的《普世人性》一書中，也將materialism列入普世文化通則的列表中。也就是說，任何的文化在可能一定程度上都有重視物質生活的傾向。

## 宗教

### 天主教
貪婪被列为天主教的七宗罪之一。如果贪婪被引申用来指对饮食的过分消费，即暴食，同样被列为天主教的七宗罪之一。

### 佛教
佛教徒认为，贪婪是基于将物质财富与快乐错误地联系在一起所致。这种错误是由于被某一事物积极方面夸大的印象所迷惑引起的。